# A Great Artist
Albums de A Life Once Lost
The Fourth Plague: Flies
(2003) Hunter
(2005)
A Great Artist est le deuxième album studio du groupe de Metalcore américain A Life Once Lost. L'album est sorti le 17 juin 2003 sous le label Ferret Records.
Cet album montre la grande influence du groupe de Metal progressif Meshuggah sur A Life Once Lost. C'est cet album qui est considéré comme celui qui a lancé la carrière du groupe.

## Liste des morceaux
1. Surreal Atrocities - 3:04
2. Cavil - 3:38
3. The Change Came Suddenly - 4:09
4. Nevermore Will I Have an Understanding… - 5:22
5. …in Anything Under the Sun - 2:27
6. Maudlin - 3:04
7. Pious - 4:35
8. The Wicked Will Rot - 3:41
9. Overwhelming - 3:51